# Парамедик
Парамедикът е немедицински специалист, който оказва спешна медицинска помощ при инциденти и критични ситуации и(ли) стабилизира живота на пациент до транспортирането му в болница. 
Парамедикът работи самостоятелно или съвместно с медицински специалисти (лекари и специалисти по здравни грижи), в зависимост от поставената задача и вида на спешния екип. Парамедиците също работят в извънредни ситуации, като например транспортиране на хронично болни пациенти до и от лечебни центрове; в някои райони адресират социалните детерминанти на здравето и осигуряват домашни грижи за болни пациенти, изложени на риск от хоспитализация (практика, известна като общопрактикуваща парамедицина). 